# Het Poëziecircus
Het Poëziecircus was een literair productiehuis in Utrecht van 1996 tot 2013. Het Poëziecircus maakte jaarlijks tien tot twintig producties op het snijvlak van poëzie en andere kunstdisciplines. Daarnaast organiseerde Het Poëziecircus sinds 2006 jaarlijks het Nederlands Kampioenschap Poetry Slam.  

## Geschiedenis
Het Poëziecircus werd in 1996 opgericht in Utrecht door Ingmar Heytze, Tim van der Veer en Vincent Kramer, die het de eerste tien jaar hebben georganiseerd. In de eerste jaren deden steeds meer vrienden en vrijwilligers mee, waaronder Vrouwkje Tuinman. Midden jaren negentig waren er weinig podia waar beginnende dichters konden voordragen voor publiek, dus pakten zij met Het Poëziecircus deze handschoen op. In de eerste jaren lag de nadruk op multidisciplinaire podiumavonden met jonge, onbekende dichters, musici, cabaretiers en andere podiumkunstenaars. Later kwamen daar bekendere dichters en andere performers bij, literaire diners, een maandelijkse poetry slam en het Nederlands Kampioenschap Poetry Slam. Van een vrijwilligersorganisatie ontwikkelde Het Poëziecircus zich tot een semi-professionele organisatie, met als zakelijk leider Michaël Stoker. Toen hij de leiding van de Stichting Literaire Activiteiten Utrecht (SLAU) op zich nam volgde Steffie de Vaan hem op. Artistiek leider was Gina van den Berg. Per 1 januari 2013 is Het Poëziecircus gefuseerd met SLAU en enkele andere literaire organisaties in Utrecht tot Stichting Het Literatuurhuis. Sinds 2020 opereert Het Literatuurhuis onder de naam International Literature Festival Utrecht (ILFU).

## Producties
Behalve de genoemde activiteiten organiseerde het Poëziecircus in 2008 het festival "Pessoa in Nederland", rondom de Portugese dichter Fernando Pessoa. In 2009 werd een online openbaar archief gelanceerd met geluidsopnames van voordrachten van een groot aantal Nederlandse dichters uit de 21e eeuw.